# Quand les vautours attaquent
Pour plus de détails, voir Fiche technique et Distribution.
Quand les vautours attaquent (Il tempo degli avvoltoi) est un western spaghetti italien sorti en 1967, réalisé par Nando Cicero.

## Synopsis
Kitosh est un employé de ranch qui essaie de séduire les femmes de ses supérieurs. Découvert, Kitosh reçoit une volée de coups de fouets dans le dos. Il s'approche de Steffy, l'épouse de don Jaime Mendoza, son riche employeur, qui le fait rosser par ses hommes. S'étant échappé, Kitosh est ramené chez Mendoza et il est marqué au fer rouge sur une fesse. Il s'échappe de nouveau, mais est arrêté dans un village.
Sur le point d'être pendu, Kitosh est sauvé par Josh Tracy, un homme tout habillé de noir qui se déplace avec un corbillard transportant un cercueil. C'est à deux qu'ils continuent leur chemin. Apparaît alors la personnalité de Tracy, violent, cynique et sujet à des crises d'épilepsie.
Ils s'emparent de l'or d'un coffre-fort, puis ils enlèvent la femme de don Jaime Mendoza. Ayant récupéré la rançon, les torchons brûlent entre eux : Tracy tente de garder tout l'argent pour lui, mais il est tué par Kitosh.

## Fiche technique
- Titre : Quand les vautours attaquent
- Titre original italien : Il tempo degli avvoltoi
- Réalisation : Nando Cicero
- Scénario : Fulvio Gicca Palli
- Musique : Piero Umiliani
- Production : Vico Pavoni pour Pacific Cinematografica
- Photographie : Fausto Rossi
- Montage : Renato Cinquini
- Décors : Franco Velchi
- Costumes : Mila Vitelli
- Maquillage : Lamberto Martini
- Genre : western spaghetti
- Durée : 95 min
- Format d'image : 2.35:1
- Année de sortie : 1967
- Pays :  Italie
- Langue originale : italien
- Distribution en Italie : Euro International Film
- Date de sortie en salle en France : 5 décembre 1969[1]

## Distribution
- George Hilton (VF : Yves Massart) : Kitosch
- Frank Wolff (VF : Henry Djanik) : Joshua Tracy
- Pamela Tudor : Steffy Mendoza
- Eduardo Fajardo (VF : Jean Michaud) : Don Jaime Mendoza
- Franco Balducci (VF : Jean-François Laley) : Francisco
- Femi Benussi : Senorita
- Cristina Josani (VF : Régine Blaess) : Rubia
- Maria Grazia Marescalchi : Traps
- Cristina Josani : jeune femme
- Guglielmo Spoletini (VF : Pierre Garin) : Camaro
- Giovanni Ivan Scratuglia
- Gianluigi Crescenzi
- Alfonso Donati
- John Bartha (VF : Alain Nobis) : shérif
- Gino Vagniluca:
- Tullio Altamura (en) (non crédité)
- Pietro Torrisi : homme de Mendoza (non crédité)